# Jakob Pöltl
Jakob Pöltl (* 15. Oktober 1995 in Wien) ist ein österreichischer Basketballspieler. Der Center spielte für die Collegemannschaft Runnin’ Utes der University of Utah und wurde bei der NBA-Draft 2016 an neunter Stelle von den Toronto Raptors ausgewählt.

## Biografie

### Bundesliga
Der 2,13 Meter große Sohn zweier ehemaliger Volleyball-Nationalspieler begann seine sportliche Laufbahn 2002 bei den Red Panthers/BC Vienna. Dort wurde er von Trainer Ronald Bachtrögler gefördert. Dass er nicht Volleyball spielte wie seine Eltern, bezeichnete Pöltl später als Zufall, da sich als Kind in der Nähe seines Zuhauses die Möglichkeit auftat, Basketball zu spielen und ihm das Training prompt Spaß bereitete. In seinem Bekanntenkreis erhielt er den Spitznamen Baum. 2006 wechselte er zu Vienna D.C. Timberwolves, wo er nach der U16 den Sprung in die Kampfmannschaft in die 2BL schaffte. 2013 wechselte er zu den Arkadia Traiskirchen Lions in die ABL. Mit einer Bilanz von 2,3 Blocks und einem Zweipunkteprozentsatz von 70,3 (jeweils Ligahöchstwert) sowie 12,7 Punkten und 7,7 Rebounds pro Spiel war er der Shootingstar der Saison 2013/14 und wurde zum Rookie of the year gewählt.

### U18-Europameisterschaft
Während der U18-B-Europameisterschaft 2012 in Sarajevo machte Pöltl bereits mit hervorragenden Statistiken (15,2 Punkte und 12,8 Rebounds/Spiel) und seinem Talent auf sich aufmerksam und erhielt Einladungen zu Probetrainings von europäischen Spitzenvereinen. Ein Jahr später, nach der U18-B Europameisterschaft in Mazedonien, bei der er im Schnitt 15,4 Punkte und 12,3 Rebounds je Turnierspiel erzielte, erhielt Mannschaftskapitän Pöltl zusätzlich einige Angebote von US-Colleges. Nach Besuchen der University of Arizona und der University of California (Berkeley) entschied sich Pöltl für die Runnin’ Utes der University of Utah und somit für einen Wechsel nach Salt Lake City. In seinem Bemühen, Pöltl für seine Hochschule zu gewinnen, hatte Utahs Trainer Larry Krystkowiak dem Spieler auch einen Besuch in Wien abgestattet.

### College
Jakob Pöltl sicherte sich bereits in seiner ersten Saison bei den Utah Utes rund 23 Minuten Einsatzzeit pro Spiel. Gleich in seinem ersten Spiel erzielte er 18 Punkte und zehn Rebounds. Eine weitere starke Leistung ließ er bei einem Sieg gegen North Dakota State Bison folgen, zu dem er neben 24 Punkten auch 12 Rebounds und fünf Blocks beisteuerte. In der Pac-12-Conference mussten sich die Utes erst im Halbfinale den Oregon Ducks geschlagen geben und erreichten den dritten Gesamtrang. Mit einer Feldwurfquote von 68,1 Prozent, 63 Blocks, 230 Rebounds und insgesamt 311 Punkten schloss Pöltl die Saison höchsterfolgreich ab. Trotz guter Aussichten, beim NBA-Draftverfahren ausgewählt zu werden, entschied er sich 2015 dagegen, nach nur einem Jahr in der NCAA in den Profibereich zu wechseln. Er verfolgte das Ziel, weitere Erfahrungen am College zu sammeln und sich weiter zu verbessern. 2015 den Schritt in die NBA zu unternehmen, wäre zu früh gewesen, zu dem Zeitpunkt sei er für den Schritt noch nicht bereit gewesen, äußerte er später. Pöltl, der schon damals der erste Österreicher in der höchsten amerikanischen Basketballliga hätte werden können, wäre auch der erste Freshman der University of Utah gewesen, der den Sprung in die NBA wagt.
Nach weiteren Spitzenleistungen in seinem zweiten Collegejahr zog Pöltl als Sophomore mit seiner Mannschaft ins Endspiel der Pac-12 ein. Dort unterlagen die Utes wie bereits 2015 im Halbfinale den Oregon Ducks. Bei der landesweiten NCAA Division I Basketball Championship verpassten die Utes mit einer Niederlage gegen die Gonzaga Bulldogs den Einzug in die Runde der Sweet Sixteen. Pöltl beendete die Saison mit seiner Mannschaft mit 27 Siegen, zu denen er im Schnitt 17,2 Punkte und 9,1 Rebounds beisteuerte. Mit insgesamt 620 Punkten gelang ihm die höchste Ausbeute eines Utes-Spielers innerhalb eines Spieljahres seit Andrew Bogut vor elf Jahren. Aufgrund seiner Leistungen erhielt Pöltl nach Saisonende mehrere Auszeichnungen. Im März 2016 wurde er als erster Utes-Spieler als Spieler des Jahres der Pac-12 ausgezeichnet. Zudem wurde er von ausgewählten Medien und der nationalen Trainervereinigung ins 2016 Consensus All-American Second Team gewählt. Im April gewann er den prestigeträchtigen Kareem Abdul-Jabbar Center of the Year Award für den besten Center in einer Collegemannschaft, der durch die Naismith Memorial Basketball Hall of Fame vergeben wird.

### NBA

#### Toronto Raptors (2016–2018)
Am 13. April 2016 gab Pöltl bekannt, sein Junior-Jahr nicht antreten und sich für die NBA Draft anmelden zu wollen. Am 23. Juni 2016 wurde Pöltl bei dem Verfahren an neunter Stelle von den Toronto Raptors ausgewählt und wechselte somit als erster Österreicher in die NBA. Sein Vertrag bei den Toronto Raptors verfügte über eine garantierte Laufzeit bis zur Saison 2018/19. Toronto hatte bis Juli 2019 bzw. 2020 zwei Klauseln zur Vertragsverlängerung und besaß danach vor dem Auslaufen der Vereinbarung laut NBA-Regelwerk die Möglichkeit, ein Angebot für einen Einjahresvertrag vorzulegen. Nach erfolgreicher Vorbereitungsphase feierte er am 26. Oktober 2016 sein Debüt beim 109:91-Sieg gegen die Detroit Pistons, wobei ihm neben 2 Rebounds gleich ein Dunk gelang. Mit insgesamt zahlreichen Kurzeinsätzen Pöltls schlossen die Raptors die Hauptrunde 2016/17 auf dem zweiten Platz der Atlantic Division ab und setzten sich in der ersten Playoff-Runde gegen die Milwaukee Bucks mit 4:2 durch. Im Halbfinale der Eastern Conference unterlag die Mannschaft aus Toronto dem amtierenden NBA-Meister Cleveland Cavaliers glatt mit 0:4. In seiner ersten NBA-Saison kam Pöltl auf insgesamt 54 Einsätze bei 626 Minuten Spielzeit und erzielte im Schnitt 3,1 Punkte und 3,1 Rebounds. Er erhielt in Toronto den Spitznamen Austrian Hammer.
In der Saison 2017/18 kam Pöltl in allen 82 Hauptrundenspielen zum Einsatz und verbuchte 6,9 Punkte und 4,8 Rebounds je Spiel. Am 23. Oktober 2017 gelang ihm bei der 97:101-Niederlage gegen die San Antonio Spurs mit 10 Punkten und 12 Rebounds das erste Double-Double seiner Karriere. Die Raptors schlossen die Saison auf dem ersten Platz der Eastern Conference ab, jedoch kam es zu einem erneuten 0:4-Aus gegen die Cleveland Cavaliers im Halbfinale der NBA-Playoffs.

#### San Antonio Spurs (2018–2023)
Pöltl wurde im Juli 2018 von Toronto gemeinsam mit DeMar DeRozan und einem Erstrunden-Auswahlrecht im NBA-Draftverfahren 2019 im Tausch gegen Kawhi Leonard und Danny Green an die San Antonio Spurs abgegeben.
Auch in seiner dritten NBA-Saison erreichte Pöltl die NBA-Playoffs, allerdings verlor man hier bereits in der ersten Runde gegen die Denver Nuggets. Pöltl kam in der Saison 2018/19 im Schnitt auf 5,5 Punkte und 5,3 Rebounds. Im Spieljahr 2021/22 verbuchte Pöltl erstmals in der NBA-Hauptrunde einen zweistelligen Punktedurchschnitt: Er stand im Mittel 29 Minuten je Begegnung auf dem Spielfeld und kam auf 13,5 Punkte sowie 9,3 Rebounds.

#### Toronto Raptors (seit 2023)
Im Februar 2023 wechselte Pöltl aus San Antonio nach Toronto zurück. Im Gegenzug wurde Khem Birch an die Texaner abgegeben, die ebenfalls drei Auswahlrechte für die Draftverfahren 2023, 2024 und 2025 erhielten.

### Nationalmannschaft

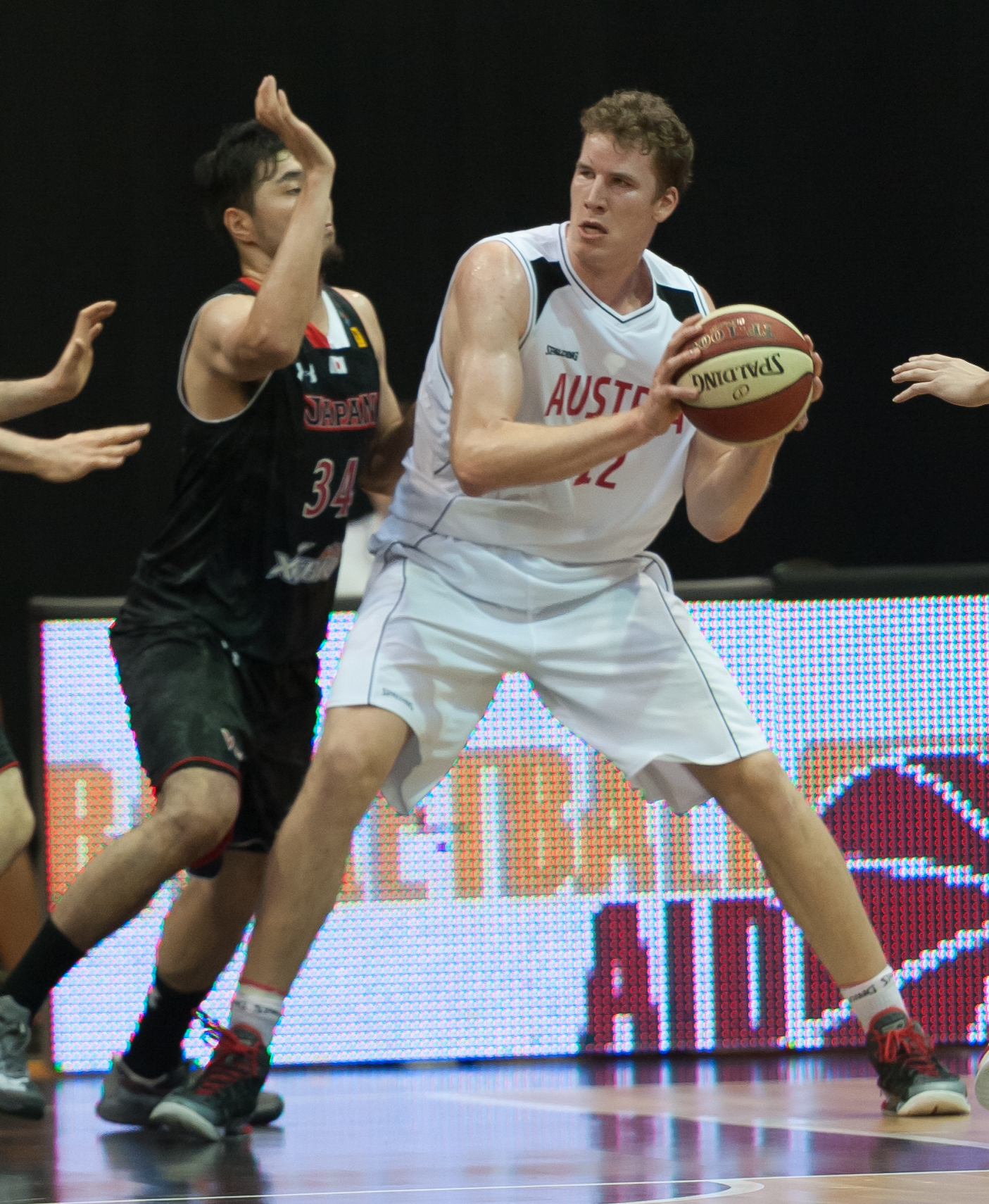
Pöltl im Trikot der Nationalmannschaft (2015)

Nachdem er bereits für die U16- und die U18-Nationalmannschaften gespielt hatte, gab Pöltl sein Debüt für die österreichische Basketballnationalmannschaft am 30. Juli 2015 im Rahmen des Trentino Basket Cups gegen Deutschland. Bei der 52:64-Niederlage sorgte er für je fünf Punkte und Rebounds sowie vier Blocks. Nach einer weiteren Niederlage gegen Italien und einem Sieg gegen die Niederlande beendete die ÖBV-Auswahl das Turnier auf Rang drei. Bei seinem Heimdebüt gegen Japan setzte es ebenfalls eine Niederlage.
Im August 2017 erreichte Österreich mit Pöltl den zweiten Gruppenrang in der Vorqualifikation zur WM 2019 hinter den Niederlanden und vor Albanien. Pöltl avancierte mit durchschnittlich 20 Punkten in den vier Gruppenspielen zum drittbesten Korbschützen des Turniers.
Ende Juni 2022 spielte Pöltl nach vierjähriger Unterbrechung wieder in der österreichischen Nationalmannschaft und führte die Auswahl in der EM-Vorqualifikation gegen Irland mit 14 Punkten und elf Rebounds zu einem 92:66-Sieg.

## Karriere-Statistiken

### NBA

#### Hauptrunde
| Saison  | Team                  | GP  | GS  | MPG  | FG % | 3P %  | FT % | RPG | APG | SPG | BPG | PPG  |
| ------- | --------------------- | --- | --- | ---- | ---- | ----- | ---- | --- | --- | --- | --- | ---- |
| 2016–17 | Toronto               | 54  | 4   | 11.6 | .583 | –     | .544 | 3.1 | 0.2 | 0.3 | 0.4 | 3.1  |
| 2017–18 | Toronto               | 82  | 0   | 18.6 | .659 | .500  | .594 | 4.8 | 0.7 | 0.5 | 1.2 | 6.9  |
| 2018–19 | San Antonio           | 77  | 24  | 16.5 | .645 | –     | .533 | 5.3 | 1.2 | 0.4 | 0.9 | 5.5  |
| 2019–20 | San Antonio           | 66  | 18  | 17.7 | .624 | –     | .465 | 5.7 | 1.8 | 0.6 | 1.4 | 5.6  |
| 2020–21 | San Antonio           | 69  | 51  | 26.7 | .616 | –     | .508 | 7.9 | 1.9 | 0.7 | 1.8 | 8.6  |
| 2021–22 | San Antonio           | 68  | 67  | 29.0 | .618 | 1.000 | .495 | 9.3 | 2.8 | 0.7 | 1.7 | 13.5 |
| 2022–23 | San Antonio / Toronto | 72  | 71  | 26.5 | .629 | .000  | .592 | 9.1 | 2.7 | 0.9 | 1.2 | 12.5 |
| 2023–24 | Toronto               | 50  | 50  | 26.4 | .656 | –     | .551 | 8.6 | 2.5 | 0.7 | 1.5 | 11.1 |
| Gesamt  | Gesamt                | 538 | 285 | 21.6 | .631 | .667  | .538 | 6.7 | 1.7 | 0.6 | 1.3 | 8.3  |

#### Play-offs
| Saison  | Team              | GP | GS | MPG  | FG % | 3P % | FT % | RPG | APG | SPG | BPG | PPG |
| ------- | ----------------- | -- | -- | ---- | ---- | ---- | ---- | --- | --- | --- | --- | --- |
| 2016–17 | Toronto Raptors   | 6  | 0  | 4.3  | .455 | -    | .000 | 2.0 | 0.0 | 0.2 | 0.2 | 1.7 |
| 2017–18 | Toronto Raptors   | 9  | 0  | 15.6 | .548 | .000 | .789 | 4.0 | 0.7 | 0.3 | 0.4 | 5.4 |
| 2018–19 | San Antonio Spurs | 7  | 7  | 25.3 | .639 | .000 | .556 | 7.7 | 1.7 | 0.3 | 0.7 | 7.3 |
| Gesamt  | Gesamt            | 22 | 7  | 15.6 | .577 | .000 | .667 | 4.6 | 0.8 | 0.3 | 0.5 | 5.0 |

## Erfolge und Auszeichnungen

### Bundesliga
- U16-Meister 2011
- U18-Meister 2013
- MVP der U16-Meisterschaft 2011
- MVP der U18-Meisterschaft 2013[32]

### College
- Finalist für den John R. Wooden Award als bester NCAA-Spieler 2016
- Consensus All-American Second Team 2016
- Pete Newell Big Man Award 2016
- Kareem Abdul-Jabbar Center of the Year Award 2016
- Oscar Robertson National Player of the Week (USBWA) 27. Jänner 2016[33]
- Pac-12 Conference Player of the Year 2016
- Zweiter in der Pac-12-Conference 2016
- Dritter in der Pac-12-Conference 2015